# Regió de les Sabanes
La regió de les Sabanes és la regió més septentrional de Togo. La seva capital és Dapaong i Mango és una altra ciutat destacada. El 2010 tenia 828.224 habitants (329.144 el 1981).
La regió de les Sabanes de Togo fa frontera amb els següents territoris: la regió de la Kara, al sud, de Togo, amb la regió septentrional, al sud-oest i la regió Superior Est, a l'oest, de Ghana; amb les províncies burkineses de Boulgou, Koulpélogo i amb Kompienga, al nord; i el departament d'Atakora, de Benín, a l'est.

## Prefectures

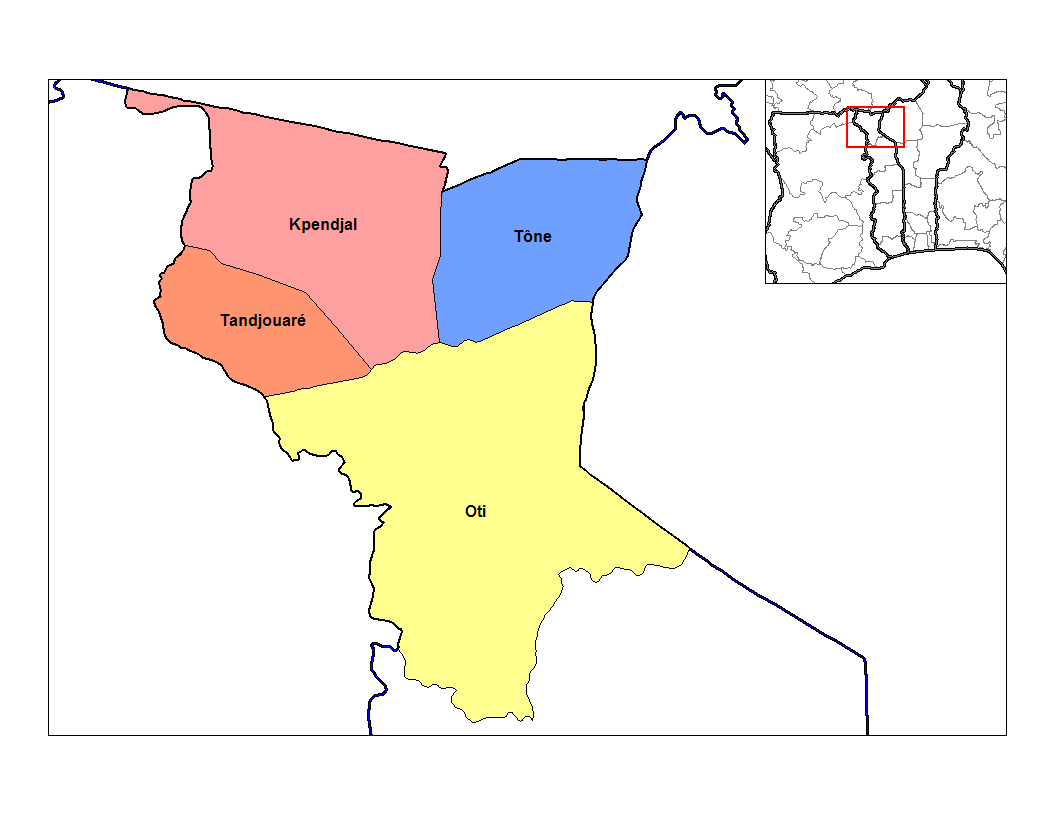
Prefectures de la regió de les Savanes, a Togo

La regió de les Sabanes està subdividida per les prefectures de Kpendjal, Oti, Tandjouaré i Tône.